# Lindenhecke
Die Lindenhecke ist ein 446,3 m hoher Berg im Naturpark Eichsfeld-Hainich-Werratal in Deutschland.

## Lage
Die Lindenhecke befindet sich im Grenzbereich  des westlichen Unstrut-Hainich-Kreises und nördlichen Wartburgkreises  unmittelbar südlich von Schierschwende und nordöstlich von Treffurt ungefähr 14  Kilometer westlich von Mühlhausen/Thüringen. Er gehört naturraummäßig zur Falkener Platte am Übergang zum Unteren Werrabergland.
Das Bergplateau endet im Westen mit einer Schichtstufe am Drachenkopf (bis 435 m), der mit einem flachen Berghang am Hachelberg endet. Der Hachelberg (ca. 400 m) wird durch bewaldete Steilhänge zum Heldrabach und seinen Seitentälern Vorderes und Hinteres Kreuztal begrenzt. Nach Südwesten schließt sich ein Bergkamm am Steinernen Mann (ca. 395 m) bis zu den Steilhängen im Treffurter Werratal an. Östlich leitet die Erhebung Auf dem Rück (445 m) zum Tal des Lempertsbaches über.

## Natur
Die Lindenhecke liegt südwestlich der Eichenberg–Gotha–Saalfelder Störungszone und besteht aus Muschelkalk. Der Berg wurde im Hochmittelalter gerodet und wird trotz schwieriger Bodenbedingungen landwirtschaftlich genutzt. Auf der Anhöhe stehen einige alte Linden, die als Naturdenkmal ausgewiesen wurden. Im Mittelalter verlief über diesen Ort eine Landwehr zum Schutz der Stadt Treffurt, die wenigen Reste der wohl überwiegend aus Hecken bestehenden Anlage wurden als Bodendenkmal unter Schutz gestellt.

## Besonderheiten
Die Lindenhecke wird durch lokale Wanderwege von Treffurt, Falken, Nazza, Wendehausen, Diedorf und Heyerode aus erschlossen. Vom unbewaldeten Berggipfel ergeben sich schöne Aussichten: im Norden  auf einige Höhen des südlichen Eichsfeldes, im Osten auf den Westrand des  Hainichs, im Süden auf die kahlen Höhen von Scherbda und Neukirchen und weiter bis in den westlichen Thüringer Wald mit dem Inselsberg der Wartburg. Im Südwesten erkennt man über dem Schnellmannshäuser Tal und Entenberg die Bergspitze vom Öchsen bei Vacha aufragen. Daneben erscheint der Heldrastein.  Im Westen ist die Aussicht durch den Berggrat eingeschränkt, in einer Schneise erkennt man die Antennen auf dem Gipfel des Hohen Meißner. Für Besucher gibt es eine Schutzhütte mit Sitzgelegenheiten, der Ort wird auch von den Anwohnern  gerne als Grillplatz aufgesucht. Etwas östlich dazu steht an der Grenze zum Gut Schönberg ein Wetterkreuz. Bereits um 1900 war die einstige  Ausflugsgaststätte „Gute Hoffnung“ ein beliebter Ausflugsort.
Jedes Jahr im Herbst wird von der Gemeinde Schierschwende auf dem Berg ein Drachenfest mit selbstgebauten Drachen durchgeführt. Auf dem Berg befindet sich ein Rastplatz mit einer Stempelstelle des Touringen-Entdecker im Naturpark Eichsfeld-Hainich-Werratal.